# 決戦III
『決戦III』（けっせんスリー）は、2004年12月22日にコーエー（現・コーエーテクモゲームス）から発売されたPlayStation 2用シミュレーションゲーム。「決戦シリーズ」の第3作。舞台は戦国時代の日本、主人公の織田信長やその周りの家臣たちを操作し、ストーリーを進めていくゲームである。

## 概要
主人公、織田信長や羽柴秀吉、前田利家といったキャラクターを使い、様々な敵と戦いながらストーリーを進めていくことが目的である。評定を行って方針を決め、町の商人と取り引きしてキャラクターの装備を変えたり、合戦の前に軍議を開いて作戦を決めたり、新たな家臣を加えてより強い軍に成長させられる。

## 物語
主人公、織田信長は尾張の小大名で尾張の大うつけと呼ばれていた時、紅蓮の炎の中で自分が何者かに撃たれる夢を見る。そしてある日、信長は一人の姫を炎の中から助けだし、その村を襲った今川の兵に戦いを挑み、勝利する。それに怒った今川家当主、今川義元は織田家討伐を開始。朝比奈泰朝や山口左馬助、松平元康などを繰り出すが、信長はこれらを打ち破り、さらに織田信清や柴田勝家など反信長勢力を平定し織田家中をまとめ、尾張統一を成し遂げる。そして観天望気の才を持つ吉乃を仲間に入れ、桶狭間にて今川軍を撃破し、義元を討ち取る。
数年後、徳川家康と改名した元康とお市と結婚した浅井長政と同盟を結ぶ。同盟を結んだ後、美濃の斎藤龍興を攻め、稲葉山城を陥落させた。その後、将軍足利義昭を奉じて上洛するが、細川邸で忍びの集団に襲われる。そこで明智光秀と出会う。その時、信長は夢で撃たれた傷の場所が痛んだ。だが、信長は光秀を登用した。勢いに乗る織田軍だったが、将軍の権威を利用する信長と将軍や幕府の権威を甦らせようと手を回す義昭との間に溝ができ、遂には義昭によって信長包囲網が出来上がってしまう。だが、信長はこれに屈せず戦い抜き、義昭が挙兵するもこれを打ち破り、京から追放。15代続いた室町幕府を滅ぼした。
その後も旧勢力の浅井、朝倉を滅ぼし、長篠にて武田を退けた。だが、北陸の上杉謙信、中国の毛利輝元、大坂の一揆衆など強敵は多くそれらを打破するため、柴田勝家・前田利家の両名を北陸へ、羽柴秀吉・蜂須賀小六を中国へ派遣、丹羽長秀・荒木村重に畿内平定を担当させ、丹波を平定した光秀はそのまま北上し丹後へ進出。多方面同時侵攻作戦を完成したばかりの天下の拠点、安土城で発表した。そして信長は家康と共に甲斐へ侵攻、武田を滅ぼし天下統一に近づいた。武田を滅ぼしてのち、信長は僅かな共を引き連れて京の本能寺に泊まった。運命の時が刻々と迫っていた……。

## 味方武将

### 主な味方武将
織田信長（声：置鮎龍太郎）
このゲームの主人公。最初は若々しい青年だが、4章の京入りには髭をたくわえ、年が経つと男らしくなる。数少ない外見が変化していく武将。ちなみに主人公であるためか、他の作品で描かれるような「魔王」とも称される苛烈で冷酷な面はそれほど垣間見えず、むしろ快活で人当たりの良い、好感の持ちやすい性格となっている（史実の信長も庶民や農民に分け隔てなく接した側面が見られる）。主な兵種は槍騎馬、槍足軽、鉄砲足軽。武将系統は「万能」。決戦闘技を発動すると最後に翼がはえて飛翔したような独特の演出を見せる。第一作『決戦』に於いて、関ヶ原の合戦に臨む徳川家康の前に現れた信長の幻影の声を担当していたのは、本作の信長と同じ声優である。
前田利家（声：高木渉）
織田家家臣。傾奇者という設定で口が少々荒い。例「命が惜しけりゃどきやがれ！！」「ざっとこんなもんよ！！」など。これらの言動は尊敬する青年期の信長の真似をしているからである。槍を振るい臆することを知らない猛者。主な兵種は槍足軽、槍騎馬と槍を得意とする。ちなみに初期は目に隈取りが入っているが、4章の京入りからそれが無くなる。武将系統は「猛将」。
丹羽長秀（声：高塚正也）
織田家家臣。真面目だが心配性でいつも主君の信長や古馴染みの前田利家に振り回され、あげく利家や信長から「心配性の芋侍」と呼ばれている。織田軍では数少ない黒鍬部隊である。武将系統は「知将」。
森可成（声：大場真人）
織田軍の参謀を務める最古参の武将で信長の教育係でもある。そのため、信長の行く末を心配している。近江坂本にて自らの手勢だけで防衛にあたるが浅井長政との一騎討ちの最中、斎藤龍興に横合から銃撃を浴びせられ討ち死にする。ゲームのシステム上、可成から息子の蘭丸、蘭丸から長可へと能力が受け継がれる。主な兵種は刀足軽、武将系統は「知将」。
帰蝶（声：久川綾）
斎藤道三の娘で信長の妻。武勇も美貌もある才色兼備の武将に描かれているが性格は大人しく控え目で、吉乃に何を言われても黙って耐えている。信長を「滅びの夢」から醒ます重要なキーパーソンだが、その描写は極めて希薄。得意兵種は槍騎馬、武将系統は「万能」。決戦闘技を発動させると最後に蝶の羽が羽ばたく独特の演出を見せる。作中では信長と光秀の激突を憂いており、両者の間で揺れ動く。
柴田勝家（声：立木文彦）
織田家きっての猛将。最初は信長のうつけぶりと傾いた態度に対して反発していたが、「稲生の合戦」で敗れた後、信長の将器に触れて以来、絶対的な忠誠を誓う。義に厚く涙もろい性格。主な兵種は槍騎馬、武将系統は「猛将」。何かと小細工を弄する藤吉郎（秀吉）を嫌っている。
木下籐吉郎（声：伊藤健太郎）
史実では言わずと知れた天下人。農民出身の自分を登用してくれ「サル」と呼び可愛がってくれる信長に心酔している。「赤塚の戦い」の際、小六と共に援軍として登場し、その後、配下に加わる。4章の京入りを機に「羽柴秀吉」と改名する。主な兵種は刀足軽、武将系統は「万能」。
蜂須賀小六（声：川津泰彦）
野武士集団「蜂須賀衆」の頭領。藤吉郎（秀吉）の魅力に惚れ込み共に活動し、赤塚の戦いの後、藤吉郎と共に織田家の家臣になる。仁義に厚い親分肌の人物。主な兵種は刀足軽、武将系統は「猛将」。
吉乃（声：佐藤朱）
天候を予測できる能力である「観天望気」の才を持つ少女。最初から天運が使用できる数少ない人物。基本的には快活で社交性もあるが、信長に思いを寄せているため妻である帰蝶に対し辛辣な言葉を使ったり、周囲に帰蝶の悪口を言うなど、露骨に彼女を意識した言動が目立つ。また信長の陣営に来るまでその異能から己の居場所を見つけられなかったと語っており、これらの事情からか、味方側の人物としては異端とも言える複雑な性格の持ち主である。名前の読みは「よしの」。武将系統は「僧侶」。
名前のモデルは信長の愛妾生駒御前。
アマリア（声：金月真美）
ネーデルランド出身の女南蛮傭兵。ゲームオリジナルキャラ。理由あって堺へ流れ傭兵として雇われる。堺に進軍（史実では織田軍は堺に進軍していない）した織田軍に敗れたが、武勇を信長に見込まれて仲間になる。兵種は刀足軽だが、南蛮人であるため鉄砲足軽も得意としている。イスパニアの密使ペドロとは何か因縁があるらしい。母性本能をくすぐる秀吉に好意を持っている。武将系統は「猛将」。
森蘭丸（声：森田成一）
可成の次男（史実では三男）。斎藤龍興を父の仇にする。信長への忠誠心は人一倍強いが、信長のために尽くさんとするあまり空回りしている側面も。他の多くの作品同様美少年として描かれている。史実通り、本能寺で戦死を遂げる。武将系統は父可成同様「知将」。
黒田官兵衛（声：立木文彦）
播磨の豪族。「明石の戦い」にて秀吉の軍師として登場。メインキャラクター扱いはされているが、実際はサブキャラクターである。織田軍を裏切り、官兵衛を幽閉した摂津有岡城主の荒木村重に「オレとお前の仲だ」と言う場面がある。主な兵種は弓足軽、武将系統は軍師から「知将」。
森長可（声：菅沼久義）
可成の長男（史実では次男）で蘭丸の兄。弟に比べると父親似。蘭丸の仇をとるべく参戦する。参戦時期は本能寺の変以後の10章と遅い。ゲームをクリアした時の受け継げる能力は可成に受け継がれる。彼は可成、蘭丸と比べると戦闘時以外のセリフがたったの3回と出番が少ない。史実では「鬼武蔵」と恐れられた猛将だが、武将系統は父可成、弟蘭丸同様「知将」。
お市（声：金月真美）
信長の妹で絶世の美女。浅井長政に嫁ぐが、浅井家滅亡後は子供（茶々）と共に信長の下に戻る。仲間になるにはゲームモード上級でプレイし、「長篠決戦」をクリアしたあとの評定をむかえなければならない。武将系統は「僧侶」。

### 仕官武将
滝川一益
史実では新参ながら信長軍団の一翼を担うまでになった秀吉と並ぶ出世頭。「稲生の合戦」にて柴田勝家と共に戦う。撃破すれば織田家に仕官する。甲賀忍者説の影響から兵種、武将系統共々「忍者」。
佐々成政
史実では前田利家とともに信長の親衛隊として活躍。ゲームでは尾張に住む浪人とされる。「村木の戦い」で村を訪ねれば仕官する。主な兵種は弓足軽、鉄砲足軽（史実でも鉄砲を得意としていた）と飛び道具を得意とする。武将系統は「猛将」。
太原雪斎
今川義元の軍師。史実では桶狭間の戦いの5年前に死んでいるが、ゲームでは「桶狭間決戦」において今川軍の武将として登場。撃破すれば織田家に仕官する。主な兵種は弓足軽、武将系統は「僧侶」。
お雪
史実では宇喜多忠家の娘で富田信高の妻。夫と共に伊勢安濃津城に篭城して戦った。ゲームでは「木曽川の戦い」にて全てのアイテムを獲得してクリアすると合戦後の評定で織田家に加入する。主な兵種は槍騎馬、武将系統は「猛将」。
稲葉一鉄
西美濃三人衆の一人（他は安藤守就、氏家卜全）。斎藤龍興に仕える武将だが、頑固な性格ゆえ主君と仲が悪い。「墨俣防衛戦」において斎藤軍の武将として登場するが、撃破すれば仕官する（史実でも織田家に仕えた）。主な兵種は槍足軽、武将系統は「猛将」。
蒲生氏郷
史実では信長の娘婿。「関ヶ原突破戦」においてお市の兵士数が1,600を下回らずにクリアすると合戦後の評定で加入する。主な兵種は槍足軽、武将系統は「万能」。
竹中半兵衛
史実では官兵衛同様、秀吉の軍師。「稲葉山城攻略戦」において藤吉郎の率いる部隊と接触すれば仕官する。主な兵種は弓足軽。軍師として名高いが、武将系統は「知将」ではなく「万能」。
南光坊天海
史実では徳川家康のブレーンとして江戸幕府の設立に活躍した政僧だが、ゲームでは「勝龍寺の合戦」において登場。吉乃を合戦に参加させ、かつ敗走する前に味方部隊が南光坊天海の仕官場所に到達すると合戦後の評定において加入する。兵種は槍足軽、武将系統は「僧侶」。
服部半蔵
史実では伊賀忍者衆を統率した徳川家の武将。ゲームでは「池田の戦い」に忍者として登場し、撃破すれば織田家に仕官する。兵種、武将系統共々「忍者」。
島左近
史実では筒井家の家臣だが、ゲームでは松永久秀の援軍として「多聞山の戦い」にて登場（史実でも一時期久秀に仕えていたという説もある）。撃破すれば織田家に仕官する。主な兵種は槍騎馬。武将系統は「猛将」。
サンゼス
理想の主君を求め、世界中を旅したポルトガル人。ゲームオリジナルキャラ。故郷から遠く離れた日本で信長と出会い、彼を理想の主君と感じ織田家に仕官する。主な兵種は日本に鉄砲を伝えた国の人間から鉄砲足軽、鉄砲騎馬。武将系統は「知将」。
福島正則
史実では清正同様、秀吉子飼いの武将。ゲームでは「越前進攻戦」において秀吉が敗走する前にクリアすると合戦後の評定で加入する。主な兵種は槍騎馬、武将系統は「猛将」。
加藤清正
史実では正則同様、秀吉子飼いの武将。ゲームでは「姉川決戦」において秀吉を出陣させ、彼が敗走する前にクリアすると合戦後の評定で加入する。主な兵種は槍騎馬、武将系統は「猛将」。
おつね
史実では前田家家臣奥村助右衛門の妻。夫と共に末森城で戦い、佐々成政を退けた。ゲームでは罪無き人々が苦しめられるのを見過ごせず利家の手引きで織田家に仕官する。主な兵種は黒鍬、武将系統は「僧侶」。
可児才蔵
史実では斎藤龍興に仕え、「笹の才蔵」と呼ばれた槍の名手。ゲームでは松永軍の武将として「多聞山攻防戦」において登場。撃破すれば織田家に仕官する。主な兵種は槍足軽、武将系統は「猛将」。
藤堂高虎
浅井家の家臣で「小谷城攻略戦」にて登場。撃破すれば織田家に仕官する。史実では浅井長政や信長をはじめ、7人の主君に仕え、伊勢津藩の初代藩主となった。主な兵種は弓騎馬、武将系統は「知将」。
大谷吉継
史実では秀吉の小姓で関ヶ原の戦いでは西軍に属し石田三成を支えた。ゲームでは越前に住む浪人とされており、「朝倉討伐戦」において村を襲う朝倉軍の部隊を撃破し、朝倉軍に属する一揆衆を倒さずにマップ北に位置する村に到達すると織田家に仕官する。主な兵種は鉄砲足軽、武将系統は「知将」。
快川紹喜
史実では武田家に迎えられた僧。「三河決戦」をクリアすれば織田家に仕官する。主な兵種は刀足軽、武将系統は「僧侶」。
ぎん千代
史実では立花道雪の娘で父譲りの武勇に長けた姫である。ゲームでは近畿地方の浪人として登場。「野田福島の戦い」において、帰蝶を参加させ、帰蝶が敗走する前に味方部隊がぎん千代がいる村を訪ねると合戦後の評定において加入する。主な兵種は槍騎馬、武将系統は「猛将」。
塚原卜伝
史実では将軍足利義輝に剣術を指南した剣豪。その関係からゲームでは「京洛の戦い」において幕府軍の武将として登場し、単騎駆で撃破すれば合戦後の評定で加入する。主な兵種は刀足軽、武将系統は「猛将」。
柳生宗厳
史実では上泉信綱に師事した剣豪。大和の国人であるため、ゲームでは「松永討伐戦」にて松永軍の武将として登場し、単騎駆で撃破すれば合戦後の評定で加入する。主な兵種は刀足軽、武将系統は「猛将」。
宮本武蔵
史実では二刀流を編み出した剣豪。ゲームでは「木津川口の合戦」にて毛利軍の武将として登場し、単騎駆で撃破すれば合戦後の評定で加入する。ただし、武蔵は前述の二人の剣豪よりも非常に強いので並みの武将では撃破は非常に困難である。主な兵種は刀足軽、武将系統は「猛将」。
山中鹿之助
史実では尼子家に仕え、主家に忠義を貫いた武将。ゲームでは史実通り、毛利軍に捕縛され宍戸隆家の部隊によって連行されているが、その部隊の情報を村で得た後、撃破すれば彼を救出したことになり、合戦後の評定で織田家に加入する。主な兵種は槍足軽、武将系統は「猛将」。
五右衛門
史実では天下に名高い大泥棒。ゲームでは「明智城救出戦」において武田軍の武将として登場し、撃破すれば織田家に仕官する。伊賀忍者説から兵種、武将系統共々「忍者」。
おまつ
「決戦IIIトレジャーボックス」に同梱されているエンジョイディスクによって追加された武将。史実では前田利家の正室である。
千利休
「決戦IIIトレジャーボックス」に同梱されているエンジョイディスクによって追加された武将。史実では伝説的な茶人である。
風魔小太郎
「決戦IIIトレジャーボックス」に同梱されているエンジョイディスクによって追加された武将。史実では北条家に仕えた忍者。
前田慶次（『戦国無双』よりゲスト武将）
稲姫（『戦国無双』よりゲスト武将）

### NPC味方キャラ
NPCは味方として登場するが自分で部隊を操作できない。しかし命令はだせる。
松平元康（声：石川英郎）
後の徳川家康。「村木の戦い」では今川軍の武将として敵対するも今川義元の戦死後、信長と同盟を組み仲間になる。武将系統は「万能」で兵種は槍足軽を使う（長篠決戦のみ鉄砲足軽を使う）ゲームの表紙に少しだけ顔を出している。
本多忠勝（声：森岳志）
元康（家康）の家臣であり、忠誠心は人1倍強い。武将系統は「猛将」で兵種は槍騎馬を使う（長篠決戦のみ鉄砲足軽を使う）。
お勝（声：金月真美）
元康（家康）に仕えるくノ一。武将系統は「忍者」、兵種も忍者（くノ一）を使う。前々作の「決戦」にも登場している。

## 敵武将

### 幕府軍
足利義昭（声：飛田展男）
室町幕府最後の将軍。乗りが軽く、愚昧な印象を受けるが、幕府再興の夢にかける執念は凄まじい。信長は彼を奉じて上洛するが、将軍の権威を利用する信長を快く思わなくなり、敵対し幕府軍を率いて挙兵するが、逆に京から追放される。だが、中国の毛利や四国の長宗我部、九州の島津、さらにイスパニアのペドロの力を借りて、あくまでも信長に抵抗し続ける。
一色藤長（声：増谷康紀）
義昭の側近。主に軍略を担当する。幕府再興のため尽力し、そのためには手段を選ばない。本能寺の変後、かつての信長同様、義昭を軽んじる光秀を御所の獄に幽閉し、幕府軍の兵権を握るが、自力で脱出した光秀によって「君側の奸」として斬り殺される。
細川藤孝（声：増谷康紀）
義昭の側近で幕臣の中では唯一、義昭に諫言できる人物。京言葉が特徴。一時は義昭を見限って幕府軍から離れるが……。
明智光秀（声：緑川光）
かつて斎藤道三に仕え帰蝶の傅役を務めていた。「織田の白鷹」と呼ばれ銃（短筒）を使う知将。4章の京入りで織田軍に加入するが史実通り、本能寺を襲って信長を裏切った。このゲーム最大の敵である。ちなみに幽閉されていたときは無精ヒゲが生えていた。兵種は鉄砲足軽、武将系統は「万能」。

### 三好勢
三好長逸（声：神谷浩史）
三好三人衆の筆頭。いつも早口で話しており、おどけた印象を与えるが三人の連携攻撃は強力で、また忍術変化を使う強敵。戦いに敗れて三人で撤退する時の「覚えておきなさいよ!!」のセリフはかなり印象に残る。信長に敗れたのちも幕府方について織田軍と戦った。
三好政康（声：大場真人）
三好三人衆の一人。「そーそー」と長逸と口を合わせる以外喋らない。
岩成友通（声：高塚正也）
三好三人衆の一人。長逸の太鼓持ちでやることなすこと全て誉めちぎる。

### 斎藤勢
斎藤龍興（声：吉水孝宏）
美濃の戦国大名で帰蝶の甥。目的のためには手段を選ばない残忍な武将。信長を見下している。可成も彼に討たれた。稲葉山城が信長によって陥落した後、朝倉軍について執拗に信長を狙う。ちなみに説明書の裏側に少しだけ顔を出している。
斎藤利三（声：飛田展男）
龍興の側近で行動を共にしたが、龍興が死に朝倉が滅んだ後、光秀の腹心となり一目置かれていた。

### 武田勢
武田信玄（声：柴田秀勝）
甲斐の虎と呼ばれる戦国大名。思慮深く厳格な性格。将軍足利義昭の御教書による上洛要請に応じ、最強の騎馬軍団を率いて京を目指し、三河にて織田軍と激突する。「武田家母衣衆」という固有の兵種を持ち、自身は勿論、配下の将から無名の部隊長に至るまで強力である。
武田勝頼（声：江川央生）
信玄の息子。信玄死後、跡を継いで武田家当主となり信長に立ち向かう。父にも劣らない軍才を見せるが、偉大すぎる父への負い目から来る焦りから武田家の衰亡を招いてしまう。
武田信廉（声：菅沼久義）
信玄の弟で史実では兄の影武者を務めた。武略より絵画を得意とした武将としても有名。長篠決戦の敗戦後も生き残り、甲州征伐にも勝頼に従い戦う。
山県昌景（声：吉水孝宏）
「赤備え部隊」を率い、信玄、勝頼と二代に渡って武田家に仕えた勇将だが、信玄の跡を継いだ勝頼と意見が合わず疎まれている。「長篠決戦」の際、真っ先に織田軍の本陣に突撃をかけるが、銃弾を浴びて戦死する。
内藤昌豊（声：中尾良平）
信玄、勝頼と二代に渡って武田家に仕え、武田の副将と称えられた名将。
馬場信房（声：中尾良平）
古くから武田家に仕え「不死身の鬼美濃」と畏れられる猛将だが、知略にも長ける。
穴山梅雪（声：根本幸多）
信玄、勝頼と二代に渡って仕えた武将で武田家一門衆でもあるため、勝頼とは義兄弟にあたる。信玄の信任が厚かったが、身の保身ばかり考える腹の底が知れない人物。
真田昌幸（声：高橋裕吾）
信玄に「我が両眼のごとき」と言わしめた知略に長けた武将。武田家滅亡後、信州にて独立し、息子の幸村と共に北条家と結託。信長・家康に抵抗する。

### 上杉勢
上杉謙信（声：大塚明夫）
越後の龍と呼ばれる戦国大名。北陸に進出した柴田・前田軍を手取川にて大破し、九頭竜川にて織田軍に決戦を挑む。好敵手・信玄同様、「上杉家母衣衆」という固有兵種を持つ強敵。ちなみに謙信役の声優はこのゲームのナレーションも担当している。
上杉景勝（声：森田成一）
謙信の甥であり養子。謙信死後、上杉家の当主となり、越前北ノ庄城を包囲するなどして柴田・前田軍を苦しめる。
直江兼続（声：石川英郎）
上杉家に仕える武将。主君の景勝と共に北ノ庄城攻めに参加。史実でも用いた有名な「愛の字前立て兜」をかぶっている。ちなみにこの兜はアイテムでもあるので「北庄救出戦」にて入手可能。

### その他
今川義元（声：柴田秀勝）
「海道一の弓取り」と謳われる駿河の戦国大名。貴族の生活に憧れており、大軍を率いて京を目指し「桶狭間決戦」で信長と激突する。
浅井長政（声：神谷浩史）
近江の戦国大名。若くして武勇に優れ義に厚い武将。お市と結婚し、信長と同盟を結び共に上洛をはたすが、父久政の意向もあって旧来の同盟国である朝倉について信長を裏切り敵対する。
朝倉義景（声：森岳志）
越前の戦国大名。将軍義昭の上洛要請により軍を出し、長政と共に信長と敵対する。名門意識が強いものの、戦はあまり得意ではない。
荒木村重（声：伊藤健太郎）
摂津の豪族で池田城、有岡城城主。畿内に進出した信長に抵抗し降伏したが、謀反をおこして幕府方につく。兵種は槍足軽、武将系統は「猛将」。
松永久秀（声：江川央生）
大和の戦国大名。主君の三好を裏切り、将軍足利義輝を殺し、大仏殿を焼いたため、周りから大悪党と言われているが、茶器をこよなく愛す風流な一面もある。関西弁が特徴。信長に対して降伏と裏切りを繰り返す。
百地三太夫（声：川津泰彦）
伊賀忍者衆頭領。外見は老人だが、数々の忍術を使う強敵。雑賀孫市同様、堺の商人や幕府に雇われ信長と敵対する。
毛利輝元（声：高橋裕吾）
中国の戦国大名。広島弁が特徴。京から追放された義昭を保護し、叔父の吉川元春、小早川隆景と共に織田包囲網に参加。中国に進出した秀吉軍と戦う。
本願寺顕如（声：高木渉）
本願寺11世門主。大坂一揆の指導者。幕府方につき織田包囲網に参加し信長に反抗する。
伊達政宗（声：根本幸多）
奥州の戦国大名。「富士の合戦」に登場し、北条家と同盟を結んで敵対するが、信長に付いた方が有利と見られるとNPCとして味方になる。兵種は鉄砲騎馬を使う。
ペドロ（声：中尾良平）
イスパニアの密使。ゲームオリジナルキャラ。フェリペ2世の密命を帯びており、幕府に与して戦乱を長引かせ、疲弊した日本の植民地化を画策する。相手に勝つためには手段を選ばぬ狡猾な男。アマリアとは何か因縁があるらしい。
雑賀孫市
紀州の傭兵集団雑賀衆頭領。百地三太夫同様、堺の商人や幕府に雇われ、信長と敵対する。

## その他の人物
斎藤道三（声：石川英郎）
主に回想シーンで登場。斎藤家先々代当主。帰蝶の父で龍興の祖父。織田家と同盟を結び帰蝶を信長に嫁がせることを決めた折、帰蝶の傅役であった光秀が反対するのを見て光秀が帰蝶に好意を寄せていることを見抜き、身分違いと一喝して斎藤家から追放した。帰蝶が信長に嫁いだ後、息子義龍の謀反に破れ、死亡。
フロイス（声：久遠一）
イエズス会に属するポルトガル人宣教師。信長と対面し、地球儀を見せて地球が丸いことを教え、信長がそれをいち早く理解したことに興味を抱き、様々な西洋の知識を教えた。
フェリペ2世（声：高橋裕吾）
世界各地に領土や植民地を持ち「日の没するところ無き王国」と呼ばれたイスパニアの王。ペドロを密使として日本へ派遣し、内情を探らせる。

## システム

### 系統
武将ごとの成長傾向。武将ひとりひとり固定されているが、特定のアイテムを装備する事により変更可能。
この6種類の系統の特徴はこの通り。なお、男武将は系統によってポーズが違うのが特徴。
万能（主な武将：織田信長、帰蝶、羽柴秀吉など）
成長のバランスがよい。支援系、攻撃系の武将特技を得意とする。名前の通り万能。
猛将（主な武将：前田利家、柴田勝家、蜂須賀小六など）
武将が1番多い。武力、体力の成長がよい。単騎駆を得意とする。
知将（主な武将：丹羽長秀、森可成など）
知力、武力の成長がよい。計略系、攻撃系の武将特技を得意とする。
僧侶（主な武将：吉乃、太原雪斉など）
少数派。知力、体力の成長がよい。支援系、計略系の武将特技を得意とする。
忍者（主な武将：滝川一益、服部半蔵、五右衛門）
少数派。成長のバランスがよく忍術系の武将特技を得意とする。金剛樹の数珠でなることができる。
英雄（主な武将：なし）
元々この系統の武将はいないが、成長のバランスがよく、武将特技は全部得意とする。菩提樹の数珠を装備してなれるレアな系統。この菩提樹の数珠を入手するには「三河決戦」を極でクリアしなければならないので非常に入手困難なアイテムである。

### 兵種適性
9種類ある兵種で武将によって決まっている。（*は女性兵種）
適性は拾（十）まであり適性が高いほど兵種の質がよくなる。
- 槍騎馬（*薙刀騎馬）
- 弓騎馬
- 銃騎馬

- 刀足軽
- 槍足軽
- 弓足軽

- 鉄砲足軽
- 忍者（*くのいち）
- 黒鍬

### 武将特技
一定以上の特技経験値を得るとレベルが上がる。更に得意な系統だと経験値の入りがよい。ただし、英雄は全ての経験値が得られる。
基本的にレベルが高いほど効果は強い。
未修得の特技は、兵法書で使えるようになり、レベル1になると兵法書無しで使える。
支援系 主に味方の能力を上げる。（得意系統：万能、僧侶）
- 激励（1部隊の攻撃力を上げる。）
- 堅固（1部隊の守備力を上げる。）
- 疾風（1部隊の移動力を上げる。）

- 結界（1部隊の武将特技の耐性を上げる。）
- 回復（1部隊を回復する。）
- 大激励（範囲内の味方部隊の攻撃力を上げる。）
- 大回復（範囲内の味方部隊を回復する。）

計略系 主に敵の能力を下げる。（得意系統：僧侶、知将）
- 罵倒（1部隊の攻撃力を下げる。）
- 大喝（1部隊の守備力を下げる。）
- 拘束（1部隊の移動力を下げる。）

- 沈黙（1部隊の武将特技を使えなくする。）
- 疑心（1部隊の兵を寝返らせる。）
- 大沈黙（範囲内の敵部隊の武将特技を使えなくする。）
- 大疑心（範囲内の敵部隊の兵を寝返らせる。）

攻撃系 主に敵にダメージを与える。（得意系統：万能、知将）
- 毒撃（毒で敵を動けなくしてダメージを与える。）
- 氷撃（氷でダメージを与え敵を動けなくする。）
- 雷撃（雷でダメージを与え敵を動けなくする。）

- 火遁（自分の部隊の移動力を上げ、周囲に炎の渦を起こす。）
- 水遁（自分の前方に水流を起こす。）
- 土遁（自分の部隊の移動力を上げ、前方に岩を降らす。）
- 風遁（自分の周囲にかまいたちを起こし、相手の部隊を切り裂く。）

忍術系 消費コストは高いが強力な特技。（得意系統：忍者）
- 竜神（所々に水を噴出させてダメージを与える。）
- 竜巻（竜巻を発生させダメージを与えた後敵の攻撃力を下げる）
- 落雷（雷雲を発生させダメージを与えた後敵の守備力を下げる）

- 紅蓮（空から火炎弾を降らし、ダメージを与えた後敵の移動力を下げる）
- 隕石（空から隕石を降らせダメージを与えた後、敵の特技を使えなくする。）
- 変化（LV.2までは蛞蝓（ナメクジ）、LV.3・4は蝦蟇（カエル）、LV.5は大蛇（ヘビ）に変化した後敵を動けなくする。）
- 天運（天に加護を祈り、敵部隊を攻撃し、大ダメージをあたえるが、たまに失敗する。）